# Braunsapis dolichocephala
Braunsapis dolichocephala är en biart som beskrevs av Reyes 1993. Braunsapis dolichocephala ingår i släktet Braunsapis och familjen långtungebin. Inga underarter finns listade.

## Bildgalleri

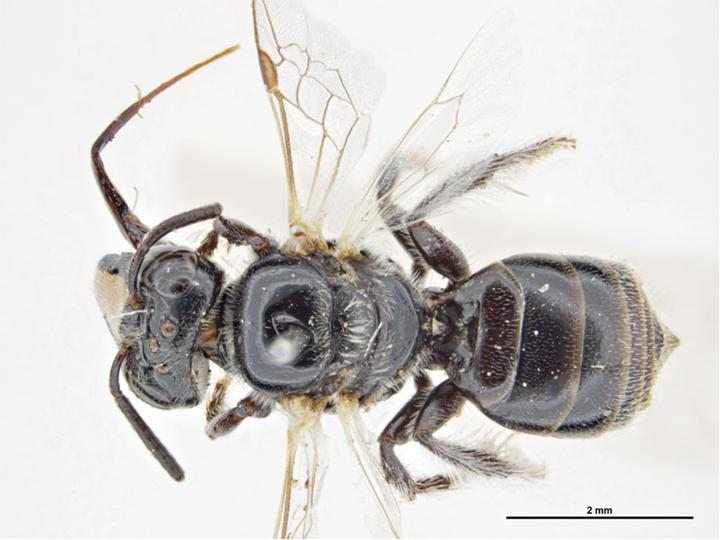
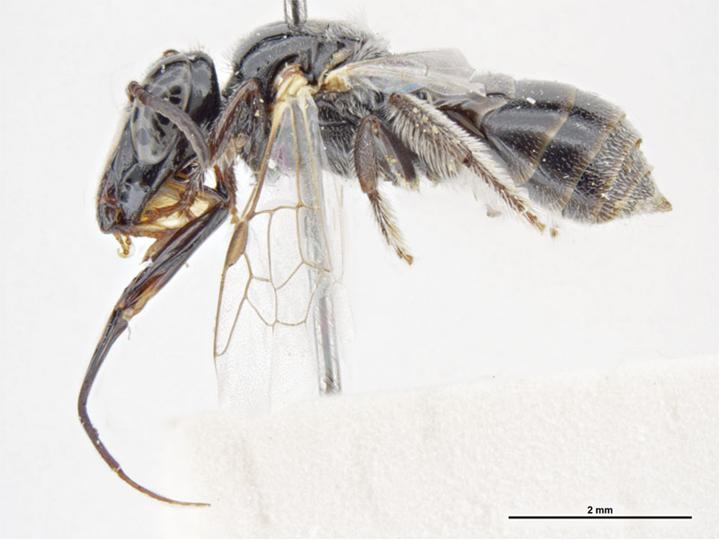